# Lina Nielsen
Pour les articles homonymes, voir Nielsen.
Lina Nielsen, née le 13 mars 1996 à Londres, est une athlète britannique spécialiste du sprint et des haies ainsi qu'une professeure de yoga. 
Sa sœur jumelle, Laviai Nielsen, est également une athlète de haut niveau.

## Biographie
À l'âge de 13 ans, Nielsen développe les premiers symptômes de la sclérose en plaques. Sa première crise apparaît sous la forme d'une faiblesse dans son bras gauche, qui est confondue avec un accident vasculaire cérébral. Elle est officiellement diagnostiquée à l'âge de 18 ans.
Elle possède une licence en chimie de la Queen Mary University of London.

## Carrière
Lors des Championnats d'Europe d'athlétisme en salle 2017, elle doit renoncer à participer aux épreuves après une fracture de stress dans son pied.
Sélectionnée pour les Championnats du monde 2022 à Eugene, elle subit une rechute de sa maladie qui l'empêche de concourir à son meilleur niveau. Cette année-là, elle révèle publiquement être atteinte de sclérose en plaques.
Aux Championnats du monde en salle 2024, Lina Nielsen, sa sœur Laviai et leurs compatriotes Ama Pipi et Jessie Knight remportent la médaille de bronze du 4 x 400 mètres en battant le record du Royaume-Uni de la distance.
Ayant participé aux séries, Nielsen se voiut octroyée la médiaile de bronze au 4 x 400 mètres des Jeux olympiques de Paris.

## Palmarès
| Date | Compétition                       | Lieu       | Place | Course      | Temps                    |
| ---- | --------------------------------- | ---------- | ----- | ----------- | ------------------------ |
| 2015 | Championnats d'Europe juniors     | Eskilstuna | 8e    | 400 m       | 54 s 72                  |
| 2015 | Championnats d'Europe juniors     | Eskilstuna | 1re   | 4 x 400 m   | 3 min 34 s 36            |
| 2017 | Championnats d'Europe espoirs     | Bydgoszcz  | 4e    | 4 x 400 m   | 3 min 30 s 74            |
| 2021 | Championnats d'Europe par équipes | Chorzów    | 1re   | 400 m haies | 55 s 59                  |
| 2021 | Championnats d'Europe par équipes | Chorzów    | 2e    | 4 x 400 m   | 3 min 27 s 16            |
| 2023 | Championnats d'Europe par équipes | Chorzów    | 5e    | 400 m haies | 55 s 36                  |
| 2024 | Championnats du monde en salle    | Glasgow    | 3e    | 4 x 400 m   | 3 min 26 s 36            |
| 2024 | Jeux olympiques                   | Paris      | 3e    | 4 x 400 m   | Participation aux séries |
| 2025 | Championnats d'Europe en salle    | Apeldoorn  | 2e    | 4 x 400 m   | 3 min 24 s 89            |

## Records
| Épreuve          | Marque  | Lieu              | Date            |
| ---------------- | ------- | ----------------- | --------------- |
| 400 mètres haies | 54 s 43 | Rome              | 10 juin 2024    |
| 400 mètres       | 50 s 78 | La Chaux-de-Fonds | 14 juillet 2024 |